# ワット・プノン
ワット・プノン (クメール語: វត្តភ្នំ、「山の寺院」の意）はカンボジアの首都プノンペンにある仏教の寺院（ワット）。1373年建立。標高は27メートルでプノンペンでは一番高い位置にある宗教建築である。

## 概要
伝説によれば、ダウン・ペンという裕福な未亡人が川に流れ着いた大きな流木の中に4体の仏像を見つけ、その仏像を祀るために、丘の上に小さな寺院を築いたことが元となっている。後にこの寺院は参拝客を集め、多くの人が祈りを捧げる聖域となった。
その後、1437年の巳年のとき、クメール王朝最後の王であるポニャー・ヤットがプノンペンに新しい王宮を建てた際に、大臣のデチョー・スレイに丘をより高くするように命じた。王の死後は、聖域の西にある著名な仏塔に王とその一族の遺灰が納められた。
ワット・プノンは、クメール暦における新年と亡人節（日本のお盆にあたる）の間、カンボジアにおける祈りの中心となっている。

## ギャラリー

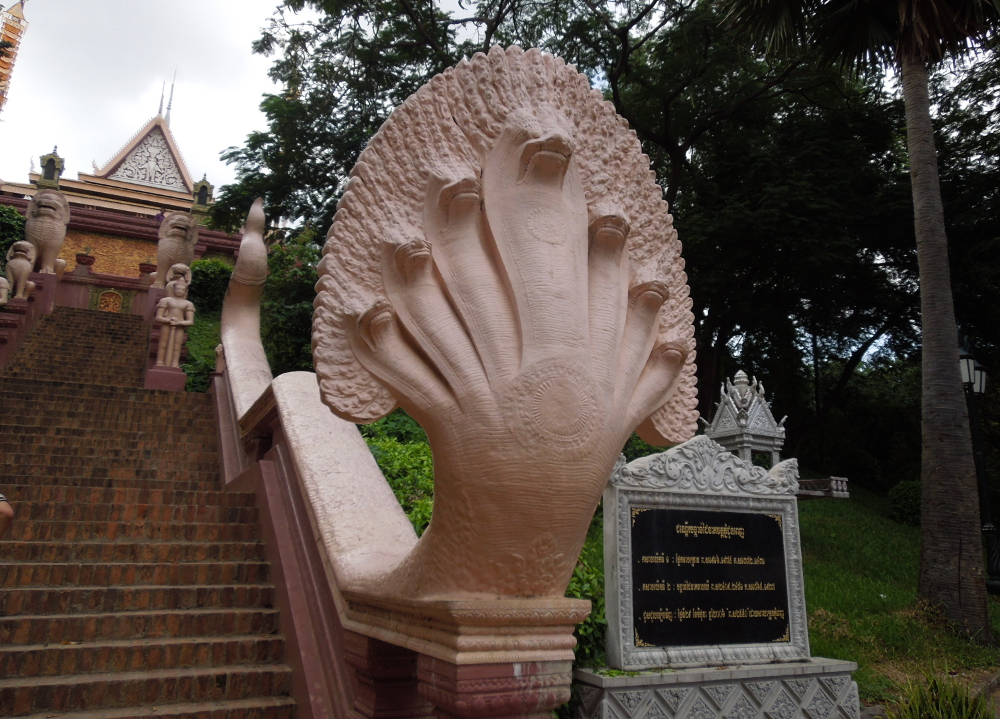
ワット・プノンの登り口のナーガ像
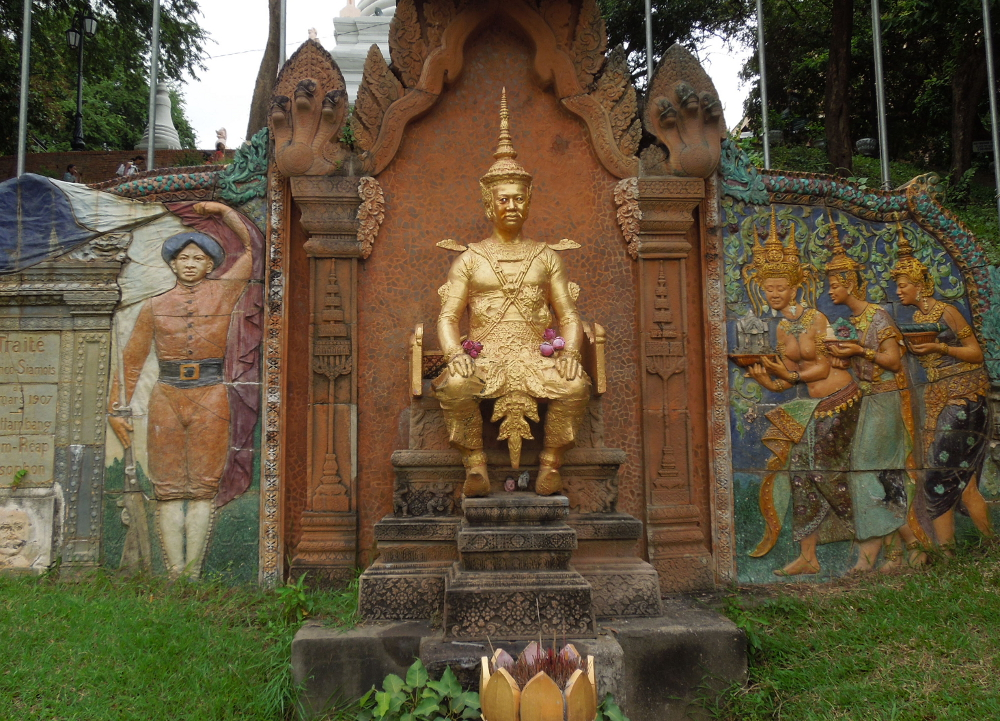
シソワット王像。
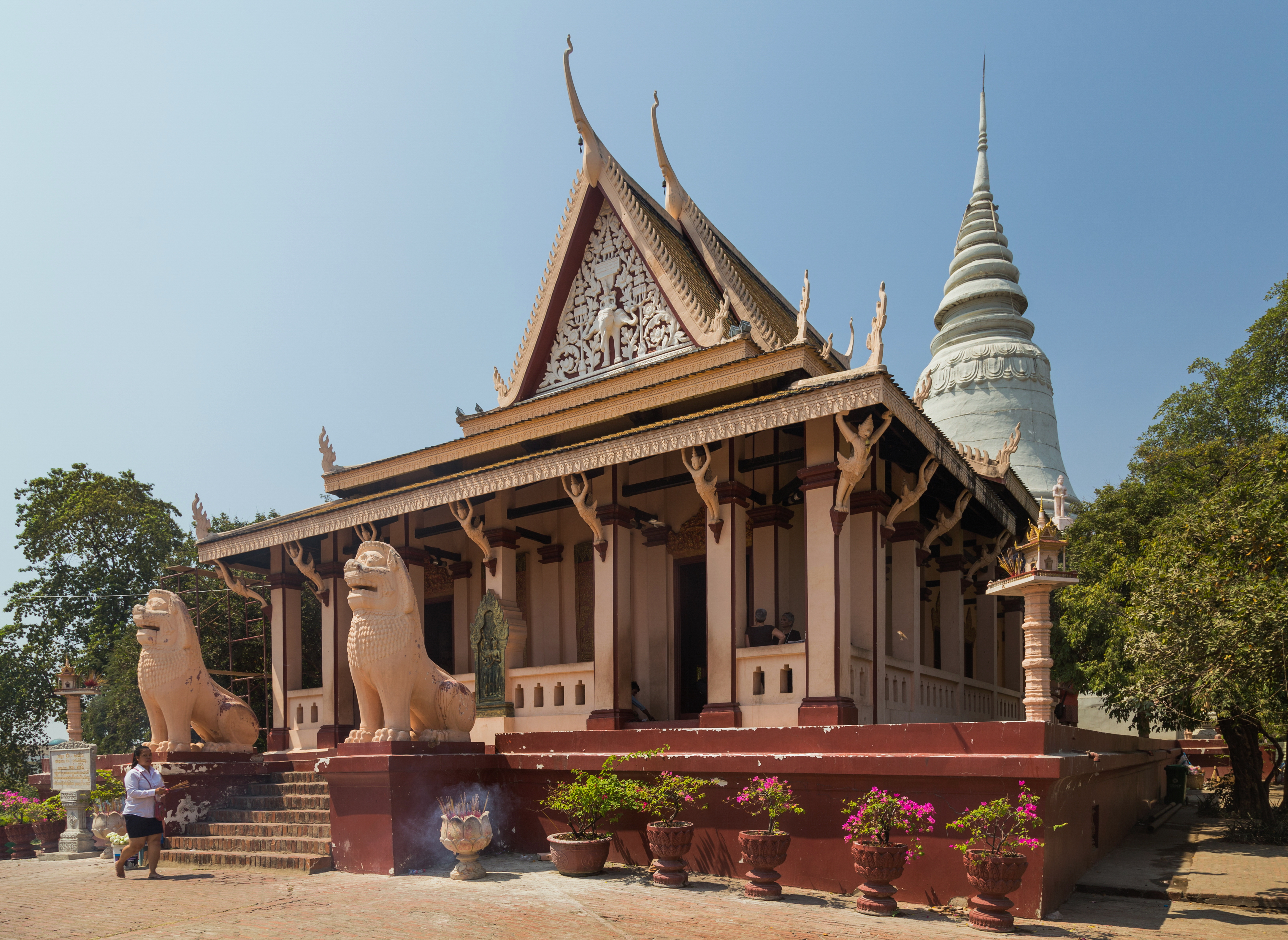
中心となる建物
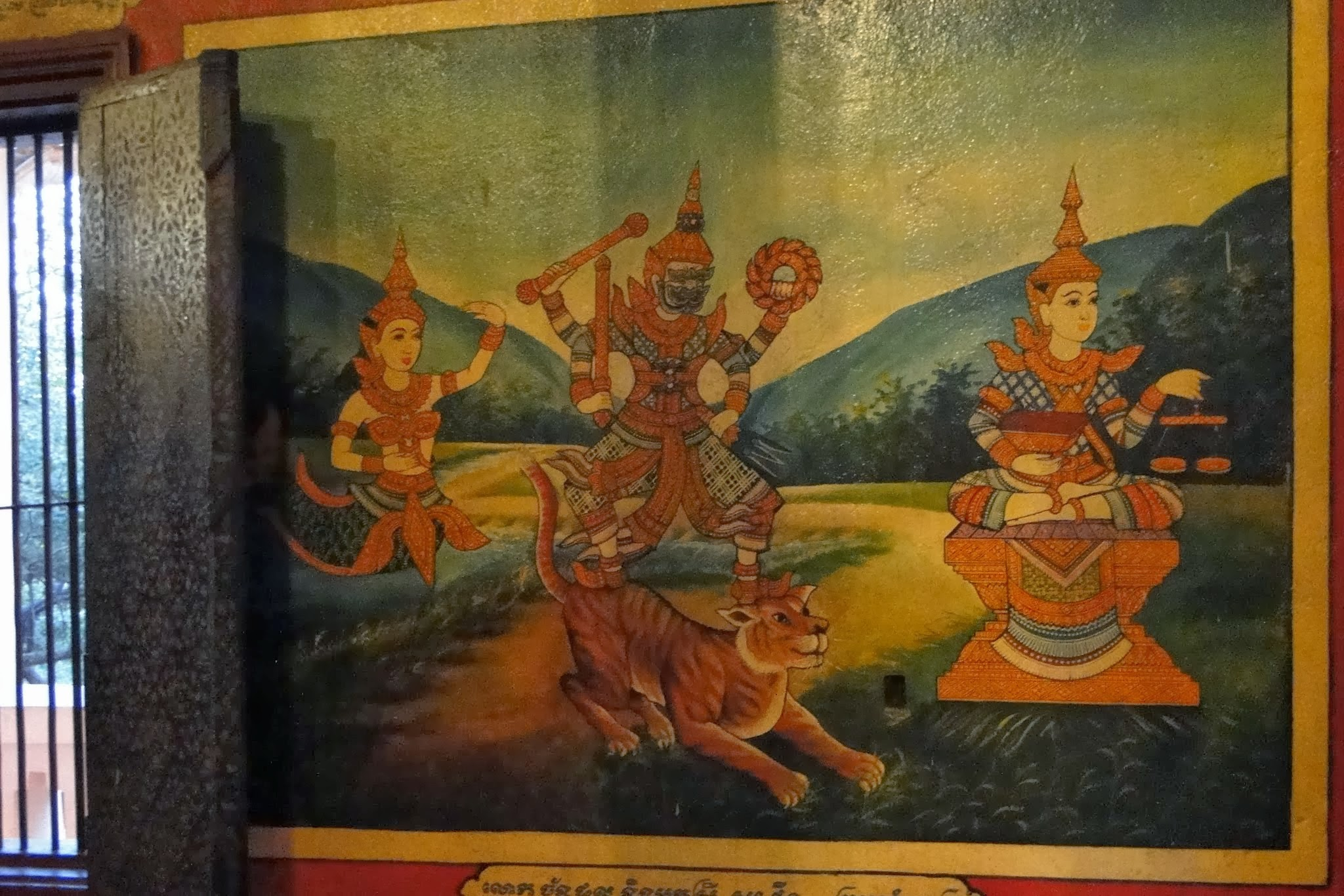
仏教説話を描いた絵画

- ウィキメディア・コモンズには、ワット・プノンに関するカテゴリがあります。